# 志岐村
志岐村（しきむら）は、熊本県の南部、天草郡にかつてあった村である。

## 歴史
- 1889年4月1日 - 町村制施行。上津深江村、志岐村、白木尾村、内田村、年柄村が合併し発足。
- 1955年1月1日 - 富岡町、坂瀬川村と合併し苓北町となる。

## 経済

### 産業
農業
『大日本篤農家名鑑』によれば、志岐村の篤農家は「森田正俊」のみである。

## 学校
- 志岐村立志岐小学校

## 出身・ゆかりのある人物
- 森田勇次郎（新聞記者、静岡県郡部選出の衆議院議員）[2]